# Palau del Marquès de Castellbell
El palau del Marquès de Castellbell és un edifici situat a l'avinguda del Portal de l'Àngel, 7 i el carrer de la Canuda, 28-32 de Barcelona. Com que no està catalogat, li correspon la categoria D (bé d'interès documental), atorgada per defecte a tots els edificis del districte de Ciutat Vella.

## Història
El 1768, Manuel d'Amat i Junyent, virrei del Perú, es va dirigir per carta al seu germà Josep, segon marquès de Castellbell (†1777), per a sugerir-li que adquirís la casa veïna de la plaça de Santa Anna del canonge Francesc Tagell, recentment difunt, per a ampliar-hi la residència familiar. Finalment, la compra es va realitzar i les obres es devien haver fet segons els desitjos del virrei, amb una façana barroca on s'adverteix la mà de l'arquitecte que projectaria el seu palau de la Rambla, Josep Ausich i Mir, amb escultures de Carles Grau.
El 1778, Gaietà d'Amat i de Rocabertí (†1793), tercer marquès de Castellbell, va demanar permís per a fer-hi una galeria de vidres. El 18 de juliol del 1840, el palau va allotjar la reina Isabel II i el general Espartero quan un motí va acabar a les portes de la residència. El 1855, Gaietà Maria d'Amat i d'Amat (1803-1868), cinquè marquès de Castellbell, va adquirir la casa veïna del carrer de la Canuda a Mercè Bertran i d'Amat, vídua d'Isidor d'Angulo i d'Agustí, i el 1857, va encarregar-ne la reforma i remunta al mestre d'obres Antoni Jambrú i Riera.
Entre 1889 i 1890, l'edifici fou reformat per l'arquitecte Bonaventura Pollés per a convertir-lo en la seu de Foment del Treball Nacional. A la seva mort, Joaquim de Càrcer i d'Amat (1835-1923), sisè marquès de Castellbell, va llegar els seus béns a l'Hospital de la Santa Creu i Sant Pau a canvi d'apadrinar-ne un pavelló. El 1935, Manuel Puig i Janer i Pere Domènech i Roura hi feren noves reformes i ampliacions per al nou propietari, dotant les façanes amb uns esgrafiats noucentistes, i el 1965 s'hi van remuntar dos pisos més.